# NGC 169
NGC 169 je spirální galaxie v souhvězdí Andromedy. Její zdánlivá jasnost je 12,4m a úhlová velikost 2,6′ × 0,6′. Je vzdálená 214 milionů světelných let, průměr má 160 000 světelných let. Patří mezi markarianovy galaxie, tedy jádro galaxie výrazně září v ultrafialovém oboru spektra. 
NGC 169 tvoří interagující pár s menší galaxií IC 1559. Pár je zařazen v Arpově katalogu jako Arp 282.
Galaxii objevil 18. září 1857 R. J. Mitchell.